# Karl-Heinz Kipp

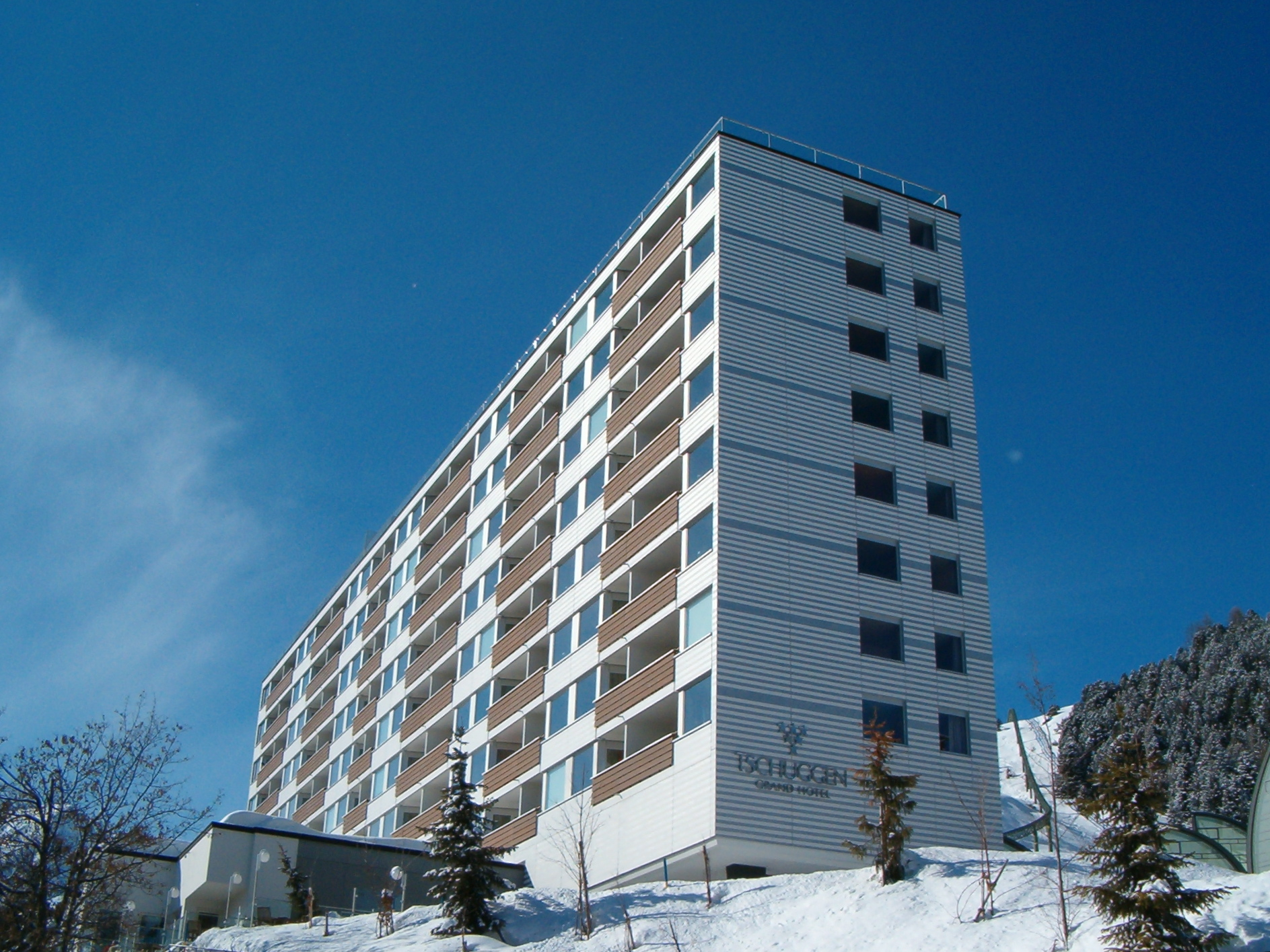
Das Tschuggen Grand Hotel, Karl-Heinz Kipps erste Hotelerwerbung

Karl-Heinz Kipp (* 12. Februar 1924 in Alzey; † 11. Oktober 2017 in Ascona, Kanton Tessin) war ein deutsch-schweizerischer Unternehmer.

## Leben und Karriere
Karl-Heinz Kipp wurde als Sohn des Kaufmanns August Kipp und dessen Ehefrau Laura in Alzey geboren. Der Vater handelte mit Landprodukten. Er verbrachte seine Kindheit in Alzey. Mit neun Jahren änderte sich sein Leben schlagartig. Seine Mutter war Jüdin und er war zusehends Schikanen ausgesetzt, obwohl er evangelisch getauft war. Karl-Heinz Kipp verließ die Schule und machte eine Ausbildung als Speditionskaufmann. Als die Deportationen von Juden in die Vernichtungslager begannen, verließ er Deutschland und ging nach Norwegen. Nach Kriegsende kehrte er nach Deutschland zurück und trat wieder in den väterlichen Kartoffel- und Landproduktehandel in Alzey ein. Im Jahr 1948 kaufte er für 500 Flaschen Wein den ruhenden Handelsregistereintrag Trachtenhandel Alfred Massa, ansässig in Trier. Kipp schaffte den Grundstein seines Vermögens mit dem Verkauf von Trachten, Unterwäsche und Kittelschürzen an die ländliche Bevölkerung der Region um Alzey. 
1965 gründete Kipp den ersten Verbrauchermarkt unter dem Namen Massa-Markt in Alzey. Zu Beginn der 1970er Jahre baute Kipp den ersten großflächigen Verbrauchermarkt auf der „grünen Wiese“. In wenigen Jahren folgten im Südwesten Deutschlands 30 weitere Massa-Verbrauchermärkte. 1981 führte Kipp flächendeckend den Finanzkauf ein. Im Jahre 1986 gingen die Massa-Märkte an die Börse; im Jahr darauf trennte er sich von seinen letzten Anteilen am operativen Geschäft der Massa-Märkte, die später in der Metro aufgingen. Die Immobilien transferierte er in sein Privatvermögen und vermietete die Immobilien für 30 Jahre an die Metro Group für geschätzte Pachteinnahmen von jährlich mehr als 50 Millionen Euro. Den einstigen Markennamen Massa hat er in der Schweiz für das Massa Nova in Chur weitergenutzt.
Im Jahr 1980 erwarb er das Fünfsterne-Hotel Tschuggen Grand Hotel in Arosa, 1984 das Sporthotel Valsana ebendort. 1989 kaufte er das Fünfsterne-Hotel Eden Roc in Ascona. Andere bekannte Investments sind einige Bürotürme in Manhattan sowie weitere drei Hotels in Arosa, Ascona und St. Moritz, darunter das Carlton Hotel. Kipp war zudem Verwaltungsratspräsident der Tschuggen Hotel Group AG mit Sitz in Arosa. Insgesamt investierte er bis 2014 über 300 Millionen Franken in die Renovation und den Ausbau der Hotelbauten. 2016 kaufte er das Gassmann-Geschäftshaus am Zürcher Paradeplatz für 100 Millionen Franken.
Ende 1988 musste er sich in der Mainzer Spielbankaffäre bald wieder eingestellten Ermittlungen der Staatsanwaltschaft Koblenz stellen. Ebenfalls ermittelt wurde gegen den vormaligen Landesinnenminister Kurt Böckmann sowie gegen den einstigen Finanzminister und nunmehrigen Ministerpräsidenten Carl-Ludwig Wagner. Der Vorwurf gegen Kipp lautete auf Bestechung, der Vorwurf gegen die beiden Politiker auf Bestechlichkeit. Im Raum stand der Verdacht der Vorteilsgewährung seitens der CDU-Alleinregierung gegenüber CDU-nahen Investoren („Schwarzer Filz“). Die Nachforschungen ergaben dafür Indizien, blieben rechtlich aber folgenlos.
Kipp war verheiratet mit Hannelore Kipp, geborene Hüthwohl (1926–2021); aus der Ehe stammten die Kinder Ernst-Ludwig und Ursula. Sein Sohn Ernst-Ludwig verstarb 2003 an seinem Wohnort Palm Beach und hinterließ sieben Kinder. Seine Tochter Ursula, verheiratet mit dem Unternehmer Wilfried Bechtolsheimer, übernahm 2016 die Nachfolge ihres Vaters in der Familienunternehmung. Kipp war der Großvater mütterlicherseits der britisch-schweizerischen Dressurreiterin Laura Bechtolsheimer. Wie diese besaßen auch er und seine Ehefrau Hannelore die Schweizer Staatsbürgerschaft und das Aroser Bürgerrecht.
Kipp lebte in Arosa und Ascona, wo er am 19. Oktober 2017 beigesetzt wurde.

## Auszeichnungen und Ehrungen
- Ehrenbürgerwürde der Stadt Alzey für Karl-Heinz und Hannelore Kipp (2000)
- Georg-Scheu-Plakette der Stadt Alzey für seine Verdienste um die Region und den Weinbau (2006)
- Ehrendoktorwürde der Universität Tel Aviv (2006; Zwei Gebäude auf dem Campus tragen den Namen seiner Mutter Laura Schwarz-Kipp.)
- Stiftungsgeber des Karl-Heinz-Kipp-Lehrstuhls (Karl-Heinz Kipp Chair in Research) an der ESMT Berlin (2009)
- Bundesverdienstkreuz des Verdienstordens der Bundesrepublik Deutschland
- Namensgeber des Hannelore Kipp-Kindergartens in Alzey
- Namensgeber der Karl-Heinz-Kipp-Straße in Alzey

## Vermögen
Kipp nahm Rang 27 auf der Manager-Magazin-Liste der reichsten Deutschen (2013) mit geschätzten 3,5 Milliarden Euro ein. 
Auf der Forbes-Liste 2015 wurde das Vermögen von Karl-Heinz Kipp mit ca. 5 Milliarden US-Dollar angegeben. Damit belegte er Platz 309 auf der Forbes-Liste der reichsten Menschen der Welt.